# Караново (Сливенська область)
Кара́ново (болг. Караново) — село в Сливенській області Болгарії. Входить до складу общини Нова Загора.

## Населення
За даними перепису населення 2011 року у селі проживали 875 осіб.
Національний склад населення села:
| Національність   | Кількість осіб | Відсоток |
| ---------------- | -------------- | -------- |
| болгари          | 586            | 79,0 %   |
| цигани           | 137            | 18,5 %   |
| турки            | 13             | 1,8 %    |
| Всього відповіли | 742            |          |

Розподіл населення за віком у 2011 році:
Динаміка населення: